# Günter Willegger
Günter Willegger (* 10. April 1953 in Villach) ist ein österreichischer Bankdirektor und Politiker (BZÖ, zuvor FPÖ bzw. SPÖ). Willegger war von 2004 bis 2009 Abgeordneter zum Kärntner Landtag.
Willegger ist seit Mai 1981 bei der Österreichischen Nationalbank in Klagenfurt tätig. Im Dezember 1998 stieg er zum Leiter der Zweiganstalt auf. Seit März 2000 ist Willegger zudem Präsident des Kuratoriums Sicheres Österreich in Kärnten und erhielt im Mai 2003 das Große Verdienstzeichen des Landes Kärnten.
Willegger ist bekennender Sozialdemokrat und war bis 2001 Mitglied der Klagenfurter SPÖ. Nachdem er seinen Mitgliedsbeitrag nicht bezahlt hatte, wurde er aus der Mitgliederliste gestrichen. Zwei Jahre später brachte er sich für das Amt des Klagenfurter SPÖ-Bürgermeisterkandidat ins Spiel, scheiterte jedoch am Widerstand des Klagenfurter SPÖ-Parteichefs Ewald Wiedenbauer. 2004 präsentierte Jörg Haider Willegger überraschend als FPÖ-Kandidaten für die Landtagswahl 2004. Am 31. März 2004 zog er als Abgeordneter der FPÖ in den Kärntner Landtag ein, wechselte jedoch wie beinahe alle FPÖ-Landtagsabgeordneten im Zuge der Parteispaltung zum BZÖ. Willegger war BZÖ-Bereichssprecher für Gesundheit/Behinderte und Europa.
Nach der Landtagswahl 2009 zog er sich aus der Landespolitik zurück.
Willegger ist geschieden und hat einen Sohn. Er wohnt in Klagenfurt.